# 何峰
何峰（1956年—），青海民和人，土族，中华人民共和国政治人物、第十二届全国人民代表大会青海地区代表。
毕业于青海民族学院少语系藏族古典文学专业。加入中国共产党。2013年，担任全国人大代表。